# 上三田站
上三田站（日语：／ Kami-Mita eki */?）是位於廣島縣廣島市安佐北區白木町大字三田9472番，屬於西日本旅客鐵道（JR西日本）的藝備線車站。

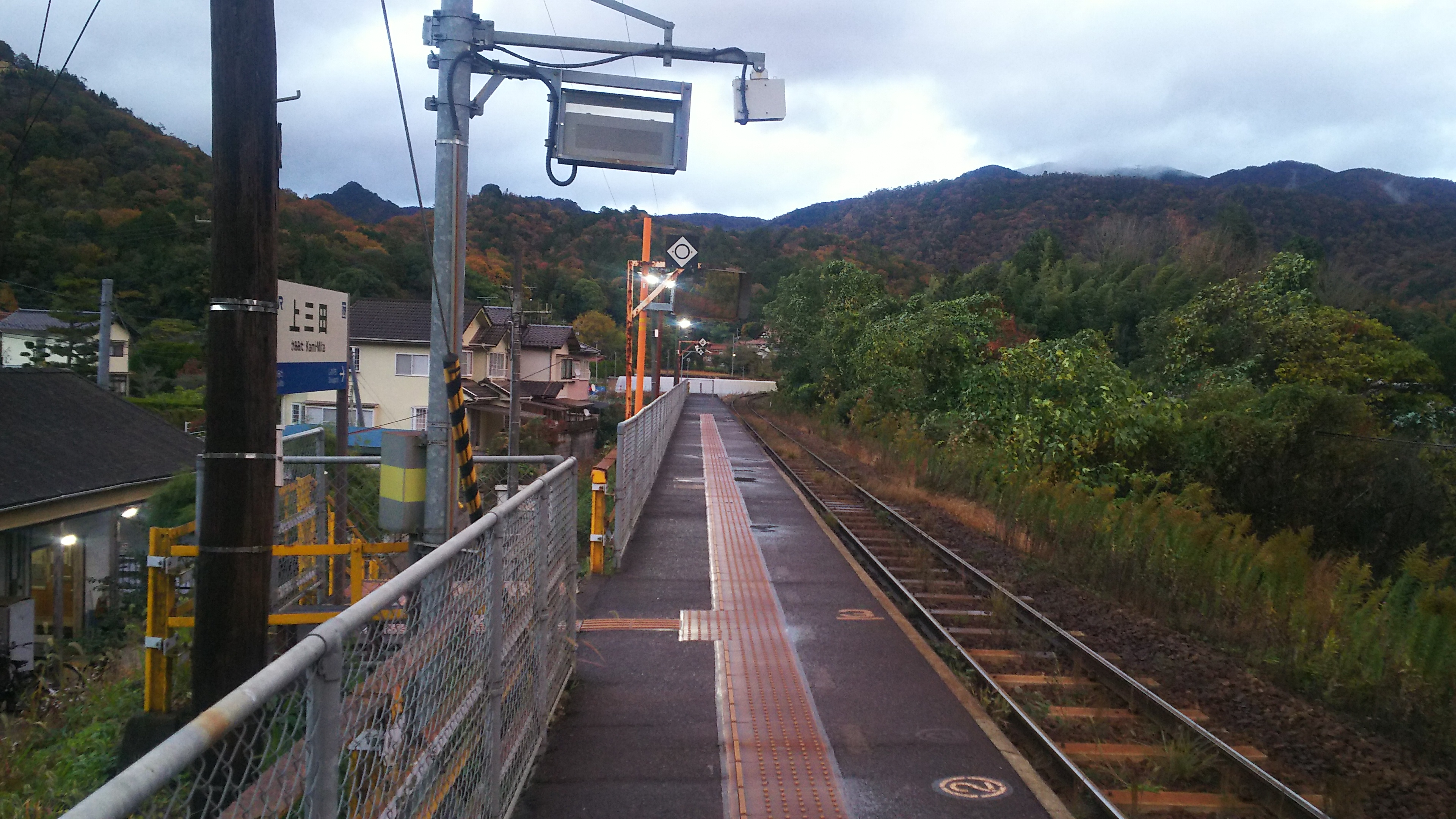
月台(2022年11月)

## 歷史
此站由於在1941年戰時，不能使用汽站車定暫時停用，後來當地居民推行復活運動，並支付建設費用，使此站復活。戰前的車站與現時的車站相距150米（營業距離為0.2km）。
- 1930年（昭和5年）1月1日 - 藝備鐵道（日语：芸備鉄道）三田吉永站（日语：／）啟用。
  - 當時車站地址為廣島縣高田郡三田村。
- 1937年（昭和12年）7月1日 - 藝備鐵道被國有化，備中神代站至廣島站之間成為藝備線。此站成為藝備線車站。此站改名為上三田站。
- 1941年（昭和16年）8月10日 - 由於停止使用汽油車，車站暫停營業。
- 1948年（昭和23年）8月10日 - 車站重開，當時車站仍然名為上三田站[1]。
- 1956年（昭和31年）9月30日 - 隨著白木町（日语：白木町）成立，車站地址變為廣島縣高田郡白木町大字三田。
- 1971年（昭和46年）12月20日 - 成為無人車站（簡易委託）。[2]
- 1973年（昭和48年）10月22日 - 白木町編入至廣島市，車站地址變為廣島縣廣島市白木町大字三田。
- 1980年（昭和55年）4月1日 - 廣島市成為政令指定都市，車站地址變為廣島縣廣島市安佐北區白木町大字三田。
- 1987年（昭和62年）4月1日 - 伴隨國鐵分割民營化，車站由西日本旅客鐵道（JR西日本）營運。
- 2018年（平成30年）7月6日 - 發生豪雨，使此站暫停營業。
- 2019年（平成31年）4月4日 - 三次站至中三田站之間暫定重開[3]。

## 車站構造
本站是地面車站，設有1面1線的單式月台，往廣島方向的列車會開啟右邊車門。站內設有自動售票機（在廣島地區引入ICOCA時已經更換機種，但是此站不可使用ICOCA）。月台比站房高，因此從車站需要步行數級樓梯才可到達月台。站内沒有設置廁所。本站在JR特定都區市內制度中屬於「廣島市內」的車站，但此站無法使用ICOCA。

## 車站周邊
- 上三田簡易郵局
- 河津川

## 使用狀況
根據「廣島市統計書」和「廣島市勢要覧」，以下為使用人次。
| 年度               | 1日平均 乘車人次 | 1年總 乘車人次 | 定期票 人次 | 普通票 人次 |
| ------------------ | ---------------- | -------------- | ----------- | ----------- |
| 1974年（昭和49年） | 473.0            | 345,301        | 285,966     | 59,335      |
| 1975年（昭和50年） | 450.0            | 329,415        | 258,028     | 71,387      |
| 1976年（昭和51年） | 449.1            | 327,828        | 247,294     | 80,534      |
| 1977年（昭和52年） | 446.6            | 325,997        | 249,046     | 76,951      |
| 1978年（昭和53年） | 408.0            | 297,821        | 242,360     | 55,461      |

| 年度                | 1日平均 乘車人次 |
| ------------------- | ---------------- |
| 1979年（昭和54年）  | 412              |
| 1980年（昭和55年）  | 396              |
| 1981年（昭和56年）  | 374              |
| 1982年（昭和57年）  | 342              |
| 1983年（昭和58年）  | 354              |
| 1984年（昭和59年）  | 355              |
| 1985年（昭和60年）  | 357              |
| 1986年（昭和61年）  | 336              |
| 1987年（昭和62年）  | 322              |
| 1988年（昭和63年）  | 306              |
| 1989年（平成 元年） | 305              |
| 1990年（平成02年）  | 304              |
| 1991年（平成03年）  | 318              |
| 1992年（平成04年）  | 293              |
| 1993年（平成05年）  | 286              |
| 1994年（平成06年）  | 287              |
| 1995年（平成07年）  | 278              |
| 1996年（平成08年）  | 264              |
| 1997年（平成09年）  | 251              |
| 1998年（平成10年）  | 246              |
| 1999年（平成11年）  | 235              |
| 2000年（平成12年）  | 219              |
| 2001年（平成13年）  | 216              |
| 2002年（平成14年）  | 201              |
| 2003年（平成15年）  | 179              |
| 2004年（平成16年）  | 162              |
| 2005年（平成17年）  | 159              |
| 2006年（平成18年）  | 169              |
| 2007年（平成19年）  | 161              |
| 2008年（平成20年）  | 137              |
| 2009年（平成21年）  | 123              |
| 2010年（平成22年）  | 110              |
| 2011年（平成23年）  | 124              |
| 2012年（平成24年）  | 122              |
| 2013年（平成25年）  | 103              |
| 2014年（平成26年）  | 96               |
| 2015年（平成27年）  | 103              |
| 2016年（平成28年）  | 89               |
| 2017年（平成29年）  | 89               |
| 2018年（平成30年）  | 51               |

乘車人次圖表

## 相鄰車站
西日本旅客鐵道（JR西日本）
 藝備線
■快速「三次快車」
通過
■普通
志和口－上三田－中三田

## 注腳
1. 1 2 3  「運輸省告示第219号」『官報』1948年8月09日（國立國會圖書館數碼化收藏）
2. ↑  日本國有鐵道公示S46.12.20公492
3. ↑  . www.westjr.co.jp.   [2019-04-03]. （原始内容存档于2019-04-03） （日语）.

## 外部連結
- 上三田｜車站資訊：JR出門網 - 西日本旅客鐵道（日語）